# 김환 (축구 선수)
김환(金桓, 1987년 3월 30일~)은 대한민국의 축구 선수로서 포지션은 수비수이다.
김환의 아버지는 희극인으로 활동하고 있는 김한국이다.

## 학력
- 일동고등학교 졸업
- 수서중학교 졸업
- 서울교육대학교 부설초등학교 졸업